# Baptize
「Baptize」（バプタイズ）は、妖精帝國の楽曲。同グループ11作目のシングルとして2010年4月21日にLantisから発売された。

## 解説
UHFアニメ『聖痕のクェイサー』後期オープニングテーマに使用されている。「Weiß Flügel」以来2年ぶりとなる、PVを収録したDVDが同梱されている。

## 収録曲
全曲 作詞：YUI、作曲・編曲：橘尭葉
1. Baptize [3:29]
2. call my name [4:29]
3. Baptize  （instrumental）
4. call my name （instrumental）